# Yataca
YATACA est une revue de bande dessinée de petit format de la seconde moitié du XXe siècle, publiée par l'éditeur Aventures & Voyages de juillet 1968 à août 1989, totalisant 254 numéros. Elle est dédiée au jeune héros Yataca, Fils-du-Soleil, une série créée par l'auteur de bande dessinée italien Ferdinando Tacconi qui en réalise les planches originales à l'encre de chine, et leurs mise en couleurs, sur des scénarios de Jean Ollivier, jusqu'au numéro 20 inclus (février 1970). Entre 1971 et 1973, le dessinateur portugais Vitor Péon (1923-1991) assure les dessins de plusieurs épisodes, avec le même scénariste. Se succèdent les dessinateurs espagnols Juan Garcia Quiros (1972 à 1981) et Josep Subirats (1980 à 1984), avec toujours Jean Ollivier au scénario.
La revue commence en moyen format (21 x 14,5 cm), tout en couleurs jusqu'au numéro 20, avant de passer en petit format (18 x 13 cm) noir et blanc. Les numéros en grand format relatent les aventures de Yataca enfant en Amazonie, tandis que les petits formats racontent ses aventures d'adulte en Afrique (cela du numéro 21 et jusqu'au N°203). Les derniers numéros furent consacrés aux séries sportives d'origine anglaise.
L'une des particularités de cette revue est d'avoir proposé en seconde histoire, au gré de ses 254 numéros, une grande variété de séries.

## Yataca, Fils-du-Soleil

### Les aventures de Yataca enfant en Amazonie (N°1 à 20)
À l'orée de la jungle amazonienne, dans un village détruit par le feu, une femelle puma, nommé Ram, découvre et adopte trois enfants - âgés d'environ 5 à 6 ans : une fillette prénommée Itza, Téoti un petit noir et Yataca. Amis des animaux, ils apprennent leurs langages et nouent une amitié particulière avec Tollan un éléphant d'Afrique enfui d'un zoo et qui depuis a élu domicile dans la forêt. Yataca devient particulièrement l'ennemi de Gourm le caïman, de Coalt le python et (surtout) du jaguar Cob, qui n'accepte pas la suprématie de ce "petit homme" sur les autres animaux. Ces trois-là, s'unissent souvent pour tenter de lui nuire. Au fil des aventures, les enfants grandissent... Déjà alors que s'achève le premier numéro, ils ont une dizaine d'années.
Yataca, reçoit souvent les précieux conseils de Huatlan, un vieillard qui vit seul dans un temple abandonné et qui lui révèle qu'il est lui Yataca "le fils du soleil", c'est-à-dire un descendant des rois Incas.
Au gré des aventures, au-delà de ses trois ennemis jurés, Yataca affronte aussi quelques peuples indigènes et/ou des hommes blancs avides de richesse.
À partir du quinzième numéro, on retrouve Yataca, préadolescent, vêtu non plus d'une tunique mais d'un pagne en peau d'animal, se déplaçant de liane en liane à travers les arbres en arborant un cri pour annoncer sa venue.
Lorsque s'achève la vingtième et dernière aventure de Yataca en Amazonie, Yataca est retrouvé par un oncle paternel qui, ainsi que Itza et Téoti, le ramène à la civilisation.
Un commentaire final indique que quinze années ont passé et annonce - dès le prochain numéro - les aventures de Yataca en Afrique. Il précise, qu'Itza s'est mariée et que Téoti est devenu un vétérinaire de renom. Quant à Yataca, il devient responsable d'une réserve au cœur du continent africain.

### Les aventures de Yataca (adulte) en Afrique (N°21 à 203)
À partir du N°21 (et du passage au petit format et au noir et blanc), Yataca est adulte, ses aventures africaines, sont la reprise de la série britannique Saber, King of the Jungle. Quand les épisodes anglais seront épuisés, l'éditeur en fera réaliser des inédits par différents dessinateurs.
Yataca est un personnage présentant désormais bien des  analogies avec celui de Tarzan. Il est toujours accompagné d'Umbala, son fidèle ami noir, armé d'une hache auquel il tient beaucoup. En dépit de cette arme redoutable, il se contente d'assommer ses ennemis sans jamais les tuer. Umbala est aussi un chef de tribu éclairé, qui lutte contre les superstitions de son peuple.
Yataca est accompagné d'un minuscule singe, Chicky, qui certes l'aide, mais fait également bien des bêtises. Exemple : Chicky libère Yataca et Umbala ligotés, parmi leurs  ennemis endormis. Les deux amis s'éclipsent discrètement, quant Chicky voit un magnifique tam-tam et, en mélomane averti, l'utilise immédiatement... Cela a le don d'exaspérer Umbala, qui voue aux gémonies son libérateur.

## Les Séries
- A Pleins Tubes !
- Alf's Albion (Leslie Branton)
- Andy et ses fourmis
- Antarès (Juan Escandell) : nos 57 à 119.
- Bang Bang Sam (Vicar)
- Bubule et Grignotte
- Casse-Cou
- Chuck Batson : nos 213 à 228
- Commandant Poings de Fer
- D Comme Dur (Barrie Tomlinson & Douglas Maxted, Michael White)
- Dan Panther (Santo D'Amico, Roberto Diso) : nos 120 à 173.
- DAVE WHEELER : nos 165 à 185.
- Durrell's Palace (Fred Baker & Yvonne Hutton)
- Fido : nos 57
- Gargan (Ken Mennell & Francisco Solano Lopez)
- Goal Keeper (John Stokes)
- Jimmy Jupiter (Mario Capaldi)
- Kangourou Kid
- La famille Nohey (Angus Allan & Denis McLoughlin) : nos 58 à 74.
- Le Kamikaze
- Le premier prof
- Le roi du circuit
- Le Viking Volant (Donne Avenell & Nevio Zeccara, Jesús Blasco) : nos 11 à 20.
- Les Cybernétiques : nos 117 à 124.
- Les Diables de Paxton (Barrie Mitchell)
- Les frères Marks (Barrie Mitchell)
- Marney le renard (Scott Goodall & John Stokes)
- Marsimonstre
- Mizomba : nos 75 à 88.
- Petite Plume : no 117
- Pimpin et son zoo (Leo Baxendale)
- Pon-Pon (Carlo Chendi & Luciano Bottaro) : no 171
- Professeur Pipe (Jean Cézard)
- Red Skate (Ricci & Fuschino)
- Ricky (G. Longhi & Ruggero Giovannini)
- Ron Camaro
- Ron Flash (Attilio Micheluzzi) : nos 125 à 142.
- Roy et ses Diables (Frank Pepper)
- Skate Borg
- Slako le Petit Roi (Lina Buffolente) : nos 1 à 11.
- Terre d'Afrique
- Trotty : no 152
- Yataca (Ferdinando Tacconi, Victor Péon, Juan Garcia Quiros, Josep Subirats, etc.) : nos 1 à 209.